# Aida Ali Uala
Aida Ali Uala (3 de julio de 1990) es una deportista marroquí que compitió en judo. Ganó dos medallas de bronce en el Campeonato Africano de Judo en los años 2008 y 2010.

## Palmarés internacional
| Campeonato Africano | Campeonato Africano | Campeonato Africano | Campeonato Africano |
| Año                 | Lugar               | Medalla             | Categoría           |
| ------------------- | ------------------- | ------------------- | ------------------- |
| 2008                | Agadir (Marruecos)  | Medalla de bronce   | –63 kg              |
| 2010                | Yaundé ( Camerún)   | Medalla de bronce   | –63 kg              |